# Колони-Болди
Колони-Болди (англ. Colony Baldy) — горная вершина в хребте Сангре-де-Кристо Скалистых гор Северной Америки. Четырёхтысячник высотой 4177 метров, является 143 по высоте горой штата Колорадо. Гора расположена в округе Кастер, на территории национального леса Сан-Исабель.
Название горы имеет «географическое» происхождение. Вершина находится рядом с северной стороной озёр с названием North Colony Lakes (дословный перевод — северная колония озёр), а слово Болди (дословный перевод — лысая) появилось благодаря характеру округлой северо — восточной гряды, похожей на лысину..
Эта гора, наряду с Пиком Гумбольдта, Литл-Хорном (англ. Little Horn) и Хорн-Пиком (англ. Horn Peak) выступают к востоку от гребня хребта Сангре-де-Кристо, делая эти горы очень видимыми из города Уэстклифф (англ. Westcliffe), они «короли» живописной долины мокрых гор.

## Треккинг
Гора находится очень близко к знаменитым Крестонам. Эти горы, Пик Гумбольдт, Крестон-Пик, Крестон-Нидл и Кит-Карсон, оттеняют Колони-Болди. По сравнению с горами Крестонов, Колони-Болди видит только совсем незначительную часть восхождений. Вторым одним фактором, который оказывает значительное влияние на отсутствие восхождений у Колони-Болди, является частная собственность под северным гребнем. Доступ к горе далеко не так удобен, как к другим вершинам. Несмотря на эти проблемы, к восхождению на Колони-Болди стоит стремиться из-за эффектных и очень уникальных видов на вышеупомянутые горы, а также на гору Адамс, которые вершина откроет перед туристом.
Стандартный трек по северо-восточному хребту на Колони-Болди очень простой. Класс 1 — 2 по Йосемитской десятичной системе. Восхождение на Колони-Болди возможно круглый год. Лучшее время с мая по октябрь, после таяния снежного покрова. Эта гора всё ещё достойная цель в зимний период. Возможно, вид на заснеженные пики в окрестностях стоит дополнительных усилий. В зимних условиях микрошипы или кошки, как правило, не нужны. Но иногда, во время восхождения на эту вершину, возможна лавинная опасность. Кроме того, следует избегать карнизов на южной стороне северо-восточного хребта.